# Silke Tammen
Silke Tammen (* 25. Juni 1964 in Detmold; † 2. April  2018) war eine deutsche Kunsthistorikerin und Hochschullehrerin.
Tammen studierte Kunstgeschichte, Mittlere und Neuere Geschichte und Romanistik an den Universitäten Marburg und Trier. Sie schloss das Studium 1990 in Trier ab mit der Promotion zum Thema: Manifestationen von Antiklerikalismus in der Kunst des Spätmittelalters. Von 1992 bis 1999 war Tammen wissenschaftliche Assistentin an der Universität Bonn und der Universität Hamburg. Sie habilitierte sich 1999 in Hamburg mit der Schrift: Im Meer der Bilder: Ecclesia, die Christen und die Anderen. Studien zu Ideologie, Funktionen und Lesbarkeit der Bible moralisée des 13. Jhs. Nach verschiedenen Vertretungsprofessuren in Tübingen, Karlsruhe und Gießen war sie von 2003 bis zu ihrem Tod 2018 Professorin für Kunstgeschichte an der Justus-Liebig-Universität Gießen.
Von 2003 bis 2009 war Tammen Fachvertreterin für Kunstgeschichte im Beirat des Mediävistenverbandes, von 2006 bis 2009 Projektleiterin im SFB „Erinnerungskulturen“ der DFG. Seit 2009 war sie Mitglied des Graduate Center for the Study of Culture (GCSC). Zudem war sie gemeinsam mit Barbara Schellewald, Ulrich Rehm und Bruno Reudenbach Herausgeberin der Schriftenreihe sensus. Studien zur mittelalterlichen Kunstgeschichte im Böhlau Verlag.
Forschungsschwerpunkte Tammens waren die Mittelalterliche Buchmalerei, die Bildgeschichte des Heiligen Leibes – hier forschte sie unter anderem zu den Themenbereichen Heiligkeit und Geschlecht –, Reliquiare, mittelalterlicher Schmuck sowie die textile Künste, insbesondere deren Medialität und Materialität vom Mittelalter bis in die Gegenwartskunst.

## Schriften (Auswahl)
Monographien
- Manifestationen von Antiklerikalismus in der Kunst des Mittelalters. Afra-Verlag, Frankfurt am Main u. a. 1993, ISBN 3-923217-60-9.

Herausgeberschaften
- mit Kristin Böse: Beziehungsreiche Gewebe. Textilien im Mittelalter. Lang, Frankfurt am Main u. a. 2013, ISBN 978-3-6316-3664-0.